# Ángel caído (película)
Ángel caído es una película mexicana de fantasía épica estrenada en cines en 2011, escrita y dirigida por Arturo Anaya. La cinta está protagonizada por José Alonso, Sebastián Zurita y Laisha Wilkins.
Es la primera película mexicana que aborda este tipo de temas de ciencia ficción y fantasía y que maneja efectos especiales y sets específicamente creados para la película.

## Sinopsis
La primera parte (Ángel caído: Sephyro) de esta trilogía narra la historia de un Sephyro, Liut (Emiliano y Sebastián Zurita), un huérfano nefilim (criatura mitad ángel y mitad humano) que vive atormentado, pues experimenta sueños y visiones raras que no se explica. Por la naturaleza de sus orígenes, es más fuerte, ágil, inteligente y sensible que los demás niños. A partir de los 13 años es criado en un monasterio en donde el monje Angus, le explica su origen y lo instruye para enfrentarse al mal. A los 19 años, se va a estudiar a la universidad en donde el rector Caín, tratará de corromperlo. Su misión es impedir que el demonio consiga la espada de fuego que abre el portal del reino de los cielos. Mientras que Luzbel (Carlos Cacho) sabe de la existencia de este ser buscará corromperlo gracias a la alianza que sostiene con Caín (Humberto Zurita), pero será Angus (José Alonso), un monje, quien fungirá como guía de Liut, al tiempo que las fuerzas del mal harán lo imposible por tenerlo y hará todo lo posible para obtenerla y así iniciar su batalla final por el trono del cielo.

## Reparto
- José Alonso como Angus (Ángel amigo del padre de Liut "Arel". Ambos ángeles que decidieron convertirse en humanos ante los ojos de Metatron).[2]
- Humberto Zurita como Caín.[2]
- Emiliano Zurita como Liut (joven).[2]
- Sebastian Zurita como Liut (adulto).[2]
- Carlos Cacho como Luzbel (Querubín creado por dios, que al ver que su creador quiso hacer a los humanos en su imagen y semejanza se reveló al todopoderoso).
- Laisha Wilkins como Perséfone, esposa de Liut e hija de Angus.[2]
- Mireya Sánchez como Magog, malvada mujer de pelo rojo y ojos verdes aliada de Caín en San Raffaelo.
- Alejandro Durán como Atalus, general del tercer infierno).
- Luis Caballero como Paul, amigo de Liut en la universidad).
- Fernando Capdevielle como Bernardo, monje cocinero y amigo de Liut).
- Augusto Di Paolo como el arcángel Miguel.
- Juan Pablo Cabrera como un profesor universitario (demonio al que le cortan la cabeza).
- Xavi Martínez como un traga fuego.
- Ale "La Chata" Ruíz como la novia del traga fuego.

## Producción
Anaya destacó que pese al poco presupuesto que tuvieron (alrededor de tres millones de dólares) se lograron escenas de calidad, casi al nivel de películas del mismo género británico como Harry Potter y estadounidense como El Señor de los Anillos. Dijo que a diferencia de aquellas películas que contaron con 80 y 300 millones de dólares respectivamente, para Ángel caído tuvo que suplir la falta de dinero con creatividad. Una de las estrategias que utilizó Anaya para realizar su producción fue acudir a las universidades a pedir ayuda de estudiantes para colaborar en la película, desde ingenieros industriales hasta diseñadores.
Esta película tiene efectos especiales con tecnología de punta y batallas épicas al estilo de Cruzada o Gladiator, contando con unos 700 extras y 75 sets.
De haber triunfado en taquilla, habría sido la primera parte de una trilogía.